# ペドロ・チリベジャ
ペドロ・チリベジャ・ブルゴス（Pedro Chirivella Burgos 、1997年5月23日 - ）は、スペイン・バレンシア出身のプロサッカー選手。パナシナイコスFC所属。ポジションはMF（DMF）。

## 経歴
バレンシアCFの下部組織出身で、ユースチームのキャプテンを務めたこともある。2013年夏、リヴァプールFCに引き抜かれた。移籍に当たって、リヴァプールはチリベジャの両親に仕事と住居を斡旋した。2014年7月、プロ契約を締結。
2015-16シーズン前、ブレンダン・ロジャーズ監督の計らいでプレシーズンツアーに帯同した。2015年9月17日、UEFAヨーロッパリーグのFCジロンダン・ボルドー戦で初のベンチ入り。負傷したコロ・トゥーレに代わって28分から途中出場しトップチームデビュー。2016年5月1日のスウォンジー・シティAFC戦でプレミアリーグ初出場。
2017年1月6日、エールディビジのゴー・アヘッド・イーグルスにレンタル移籍。
2017年7月26日、ヴィレムIIにレンタル移籍。
リヴァプール復帰後はトップチームでの出場機会はなく、U-23のカテゴリーで出場を重ねていたが、2019年1月31日、エストレマドゥーラUDにレンタル移籍が決まった。しかし、移籍手続きが上手くいかずに認可が下りず、試合出場がシーズン終了まで叶わなかった。
2019-20シーズンはリヴァプールへ戻り再びU-23のカテゴリでプレーしていたが、9月25日のカラバオカップ3回戦ミルトン・キーンズ・ドンズ戦にてベンチ入りし、ナビ・ケイタとの交代出場でリヴァプールの選手として久しぶりに公式戦に出場したが、リヴァプールに戻ってくる際に正規の移籍手続きを完了しておらず出場資格がなかったこと判明し、チームは罰金を支払った。
その後4回戦のアーセナルFC戦でも途中出場し、続く5回戦アストン・ヴィラFC戦はは日程の関係上U-23チームで参加することとなり、チリベジャはキャプテンを務めた。
2020年6月12日、契約満了により2020-2021シーズンよりフランス・リーグ・アン所属のFCナントへ移籍することが発表された。
2025年6月28日、パナシナイコスFCに移籍した。